# Shkodran Mustafi
Shkodran Mustafi (Bad Hersfeld, Njemačka, 17. travnja 1992.) bivši je njemački nogometaš albanskog podrijetla i nacionalni reprezentativac koji je igrao kao branič.

## Karijera

### Klupska karijera
Igrač je rođen u njemačkom mjestu Bad Hersfeldu kao dijete albanske obitelji koja je podrijetlom iz Gostivara sa zapada Makedonije. Kao mladi igrač igrao je za juniore HSV-a i Evertona. Za seniorski sastav momčadi iz Liverpoola debitirao je u prosincu 2009. tijekom susreta Europa lige protiv BATE Borisova. Tada je u 76. minuti ušao u igru kao zamjena Tonyju Hibbertu.
Budući da u klubu nije dobio šansu, Shkodran je u siječnju 2012. otišao u Sampdoriju kao slobodan igrač. Za novi klub je debitirao 26. svibnja 2012. u prvenstvenom 3:1 porazu od Vareseja dok je prvi gol zabio u minimalnoj pobjedi protiv Atalante.
7. kolovoza 2014. nogometaš je potpisao petogodišnji ugovor sa španjolskom Valencijom dok je iznos transfera ostao nepoznat. Pretpostavlja se da njegova vrijednost iznosila osam milijuna eura.

### Reprezentativna karijera
Mustafi je igrao za sve njemačke mlade reprezentacije dok je s do 17 selekcijom osvojio europsko prvenstvo 2009. godine. U seniorskoj dobi, Mustafi je kroz medije izrazio želju da zaigra za Albaniju, domovinu svojih roditelja. Tako je 22. siječnja 2014. objavljena vijest da će Mustafi biti pozvan na prijateljsku utakmicu što je kasnije potvrdio albanski izbornik Gianni De Biasi.
Međutim, njemački selektor Joachim Löw nije prepustio stvar slučaju te ga je i on uveo na popis njemačkih reprezentativaca za predstojeći prijateljski susret protiv Čilea. U konačnici je Shkodran odabrao Elf za koji je debitirao u hamburškoj utakmici protiv Poljske.
S Elfom je 2014. godine postao svjetski prvak osvojivši Svjetsko prvenstvo koje se održavalo u Brazilu.
Njemački nogometni izbornik objavio je u svibnju 2016. popis za nastup na Europsko prvenstvo u Francuskoj, na kojem je se nalazio Mustafi. U prvoj utakmici u skupini protiv Ukrajine je Mustafi zabio prvi pogodak Njemačke na Europskom prvenstvu u 19. minuti. U zadnjoj utakmici njemačke reprezentacije na europskom natjecanju je Mustafi ušao nakon sat vremena u igru. Francuska je u tom susretu izborila prolazak u završnicu prvenstva.

## Osvojeni trofeji

### Reprezentativni trofeji
| Turnir                   | Trofej | Godina |
| ------------------------ | ------ | ------ |
| Europsko U17 prvenstvo   | Zlato  | 2009.  |
| Svjetsko prvenstvo       | Zlato  | 2014.  |
| FIFA Konfederacijski kup | Zlato  | 2017.  |